# Anthelephila horaki
Anthelephila horaki es una especie de coleóptero de la familia Anthicidae.

## Distribución geográfica
Habita en Tailandia.